# Neslişah Osmanoğlu
Neslişah Osmanoğlu (Estambul, Imperio Otomano, 4 de febrero de 1921 - Estambul, Turquía, 1 de abril de 2012) fue la última descendiente de la familia real otomana nacida en tiempos del Imperio. Princesa del Imperio otomano por derecho propio y princesa de Egipto por matrimonio.

## Vida
Nació en Estambul el 4 de febrero de 1921 en el palacio Nişantaşı,, uno de los palacios de la familia real. Princesa del Imperio otomano y princesa consorte del Reino de Egipto. Nieta del último califa Abdul Mejid II, por parte de padre, y del último sultán, Mehmet VI, por parte de madre.
Cuentan que una salva de cañones resonó en el Bósforo en el momento de su alumbramiento.
Cuando tenía tres años, se produjo la caída del Imperio. Hasta entonces había vivido en el Palacio de Topkapi. De allí salió al destierro en Niza con su familia por una ley de la recién creada República de Turquía. Mientras buena parte de sus tíos y parientes se exiliaron a países musulmanes como Egipto, Líbano o Siria.
Se casó en Egipto en 1940 con su primo segundo, el príncipe Muhammad Abdel Moneim, a su vez primo segundo del rey Faruq I de Egipto y 22 años mayor que ella. Su esposo era hijo del jedive Abbas II Hilmi. Tuvieron dos hijos, ambos príncipes de Egipto:
- Príncipe Abbas Hilmi (nacido en El Cairo, el 16 de octubre de 1941). Casado y con descendencia.

- Princesa İkbal (nacida el 22 de diciembre de 1944). Soltera y sin descendencia.

Tras el derrocamiento del rey Faruq de Egipto en 1952, Abdel Moneim se convirtió en príncipe regente. Tras diez meses, el Consejo Revolucionario de los Oficiales Libres instauró la República presidida por el general Gamal Abdel Nasser. La princesa y su familia fueron acusados de conspirar contra Nasser y en 1953 debieron exiliarse. Seis años antes una ley turca había concedido la amnistía y la ciudadanía a las princesas otomanas, por lo que Fatma Neslisah y su familia regresaron a Estambul. Su marido murió en 1979, siendo enterrado en El Cairo. Durante los últimos años se dedicó a la escritura de sus memorias y sin aceptar del todo la nueva realidad de Turquía.
Los historiadores turcos la consideraban la "mujer más intelectual de la aristocracia europea". Hablaba turco, árabe, francés, inglés y alemán.